# Castillos del desierto

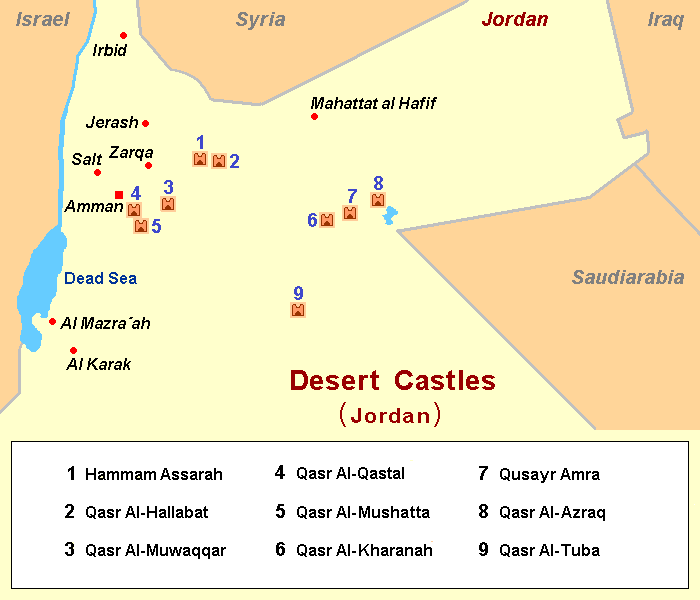
Mapa de los castillos del desierto todavía existentes.

La expresión castillos del desierto o Alcázares engloba una veintena de pequeños castillos, palacios, caravasares e incluso hammames repartidos por el desierto oriental de Jordania. La mayoría están situados al este y al sur de Amán.

## Historia
Los castillos fueron construidos entre los siglos VII y VIII, sobre todo entre 660 y 750, bajo los califas de la dinastía omeya, que hizo de Damasco su  capital en 661. La mayoría de los castillos se encuentra en la antigua ruta entre Medina y Kufa. El término Qasr que se coloca delante de todos ellos hace referencia a una obra fortificada. En inglés, qasr se traduce como castillo; en español, al qasr se convirtió en alcázar; aunque en Extremo Oriente suele aplicarse al revés: qasr al. En la época omeya (en el siglo VIII), en oriente, qasr, en árabe, denomina a una residencia del soberano lejos de la ciudad. Qusair o qusayr, por su parte, es el diminutivo y puede traducirse como palacete.

## Función
La función de los qasr a lo largo del tiempo no ha sido todavía determinada, aunque se ha sugerido que podían haber sido en parte defensivos, en parte graneros y en parte centros comerciales. Se cree que fueron primero palacios fortificados donde los soberanos pasaban temporadas alejados de la ciudad y consagrados a la práctica de la agricultura, pero también lugar de encuentro de los beduinos (entre ellos o con el gobernador omeya), y caravasares, es decir, albergues o refugio de las caravanas de camellos. En el caso de Amra y Kharana, podían haber sido construidos como lugares de descanso en la ruta de La Meca.
Los castillos son asimismo representativos del arte islámico temprano y de la arquitectura islámica.

## Castillos
Muchas de las construcciones se encuentran actualmente destruidas. Entre los mejor conservados destacan:
- Qasr al-Qastal, a unos 25 km al sur de Amán
- Qasr al-Muwaqqar, a unos 30 km al sur de Amán
- Qusair Mushatta, a unos 35 km al sudeste de Amán
- Qasr Hammam As Sarah, a unos 55 km al nordeste de Amán
- Qasr al-Hallabat, a unos 60 km al nordeste de Amán
- Qasr Kharana, a unos 65 km al este de Amán
- Qusair Amra, a unos 85 km al este de Amán
- Qasr Tuba, a unos 95 km al sudeste de Amán
- Qasr Al Azraq, a unos 100 km al este de Amán